# Ganj Dareh

Localisation de Chogha Golan et des principaux sites du néolithique précéramique du Zagros et de Mésopotamie.

Ganj Dareh est un site préhistorique du début du Néolithique, situé en Iran, dans la plaine de Kermanchah, près de la frontière irakienne. Il a été fouillé dans les années 1970 par P. Smith. Il comporte cinq niveaux archéologiques, E à A dans l'ordre chronologique.

## Description
Le niveau le plus ancien, Ganj Dareh E, a été initialement interprété comme un campement temporaire de pasteurs transhumants. Initialement daté de 9 000 ans av. J.-C., il s'avère être plus tardif, vers 8 000 ans av. J.-C. Le niveau D voit l'apparition d'un village permanent avec des constructions en briques crues, jusqu'au niveau A. L'occupation du site est sans doute brève, de l'ordre d'un siècle, et les niveaux D à A succèdent directement au E (donc jusqu'en 7800 av. J.-C. environ, alors qu'initialement ils étaient placés à une période plus tardive).
Situé à une altitude de 1.400 mètres dans la vallée de Gamas-Ab, le monticule de 40 m de diamètre dissimule une hauteur de 7 à 8 m de dépôts néolithiques. A été notamment découvert un ensemble de pièces d'habitations qui recouvrent des tombes contenant au moins 116 individus différents.

## Domestication
Ce site a livré un témoignage important des premiers essais de domestication des chèvres, sans doute après une phase d'abattage sélectif ; c'est actuellement le site pour lequel la domestication de ces animaux est la plus anciennement attestée en Iran, et peut-être dans tout le Moyen-Orient. Les restes végétaux comprenaient quant à eux de l'orge à deux rangs, de morphologie domestique. Il a été proposé que ce site soit un campement temporaire de pasteurs transhumants, plantant des céréales d'été, et les stockant dans les constructions en briques qui ont pu servir de greniers.

## Vestiges archéologiques
Les dernières périodes livrent des céramiques qui sont parmi les premières attestées au Moyen-Orient. Leur cuisson est encore imparfaite. Selon certains elle est en fait liée à l'incendie du bâtiment dans lequel elles se trouvaient, et ne peuvent donc être tenues pour des céramiques à proprement parler, qui doivent être issues d'une cuisson intentionnelle.